# Justinian (patriarcha rumunský)
Justinian (světským jménem: Ioan Marina; 2. února 1901, Suiești – 26. března 1977, Budapešť) byl rumunský duchovní Rumunské pravoslavné církve, biskup a patriarcha rumunský.

## Život
Narodil se 2. února 1901 ve vesnici Suiești. Mezi jeho předky patřili kněží.
Na naléhání své matky nastoupil roku 1915 do semináře svatého Mikuláše v Râmnicu Vâlcea, který dokončil roku 1923. Téhož roku získal také učitelský diplom.
Dne 1. září 1923 se stal učitelem ve vesnici Olteanca v okrese Vâlcea. O rok později začal učit v Băbeni. Dne 14. října 1924 se oženil s dcerou kněze Lucrețií Popescu. Následně se stal knězem v Băbeni.
Roku 1925 nastoupil na teologickou fakultu v Bukurešti, kterou dokončil roku 1929 jako bakalář teologie. Biskup Vartolomeu (Stănescu) jej 1. listopadu 1932 jmenoval ředitelem semináře v Râmnicu Vâlcea. Stal se také duchovním v katedrálním chrámu.
Dne 1. září 1933 byl na vlastní žádost přeložen do farnosti svatého Jiří v Râmnicu Vâlcea. Roku 1935 se stal zpovědníkem skautů. Dne 18. listopadu 1935 zemřela jeho manželka ve 27 letech. Nikdy se již neoženil a své dvě dcery Silvii a Ovidii vychovával sám.
Dne 25. srpna 1939 byl převeden do eparchiální tiskárny. Zde se vypořádal s dluhy tiskárny a na jaře 1940 předal tiskárnu metropolii Craiova.
Jako kněz získal za své zásluhy mnohé kněžské vyznamenání.
Dne 30. července 1945 jej Svatý synod Rumunské pravoslavné církve zvolil biskupem vaslujským a vikářem moldavské a sučavské metropole. Dne 11. srpna 1945 byl postřižen na monacha se jménem Justinian. Dne 12. srpna 1945 proběhla jeho biskupská chirotonie. Hlavním svetitelem byl metropolita Irineu (Mihălcescu).
Dne 19. listopadu 1947 byl zvolen arcibiskupem jaským a metropolitou moldavským a sučavským.
Dne 24. května 1948 byl zvolen patriarchou rumunským.
Během jeho patriarchátu došlo k mnoha událostem a změnám, které posílily prestiž rumunské pravoslavné církve i v kontextu komunistického režimu. Sám Justinian dostal přezdívku „Rudý patriarcha“. Ve svém díle s názvem Apostolat Social věnovaném problémům komunismu a církve tvrdil, že socialismus je integrální součástí křesťanství.
Bojoval proti negramotnosti v Rumunsku.
Zemřel 26. března 1977 v Bukurešti. Pohřben byl v monastýru Radu Vodă.